# Tô (họ)
Tô là một họ của người châu Á. Họ này có mặt ở Việt Nam, Triều Tiên (Hangul: 소, Romaja quốc ngữ: So) và Trung Quốc (chữ Hán: 蘇, Bính âm: Su). Trong danh sách Bách gia tính họ này đứng thứ 42, về mức độ phổ biến họ này xếp thứ 41 ở Trung Quốc theo thống kê năm 2006.

## Người Việt Nam họ Tô nổi tiếng
- Tô Hiến Thành (1102 - 1179), quê làng Hạ Mỗ, huyện Đan Phượng, trấn Sơn Tây (Hà Nội); đại thần phụ chính nhà Lý
- Tô Phong  (Tô Lan Phương) - Hoàng hậu của ông tổ nhà Trần (Trần Lý)
- Tô Trung Từ (? - 1211), tướng công cuối thời nhà Lý
- Tô Kim Bảng 蘇金榜 (? - ?) người xã Tá Lan, tổng Thủy Đường, huyện Thủy Đường (nay là thôn Tả Quan, xã Dương Quan, huyện Thủy Nguyên, Hải Phòng). Đỗ Đệ Tam giáp đồng Tiến sỹ xuất thân khoa Mậu Thìn, niên hiệu Đoan Khánh 4 (1508) đời Lê Uy Mục. Làm quan đến chức Hàn lâm viện hiệu thảo.
- Tô Trí Cốc 蘇智穀 (1548 - ?) người xã Châm Khê, huyện Tiên Minh (nay là thôn Châm Khê, xã Đại Thắng, huyện Tiên Lãng, Hải Phòng). Năm 41 tuổi đỗ Đệ tam giáp đồng Tiến sỹ xuất thân khoa Bính Tuất, niên hiệu Đoạn Thái 1 (1586) đời Mạc Mậu Hợp. Làm quan đến chức Giám sát ngự sử.
- Tô Thế Huy 蘇世輝 (1666 - ?) người xã Bằng Đắng, huyện Bạch Hạc (nay là thôn Phong Doanh, xã Bình Dương, huyện Vĩnh Tường, Vĩnh Phúc). Năm 32 tuổi đỗ Đệ tam giáp đồng Tiến sỹ xuất thân khoa Đinh Sửu, niên hiệu Chính Hòa 18 (1697) đời Lê Hy Tông. Được cử đi sứ sang nhà Thanh. Làm quan đến chức Tả thị lang, tước Cảo quận công. Ông vốn giỏi về chiêm tinh, khi vào điện Kinh diên thường giảng sách cho vua. Bị triều thần biếm chức. Sau khi mất được truy tặng Công bộ Thượng thư.
- Tô Trân 蘇珍 (1791 - ?) người xã Hoa Cầu, huyện Văn Giang, tỉnh Bắc Ninh (nay là thôn Xuân Cầu, xã Nghĩa Trụ, huyện Văn Giang, Hưng Yên). Sinh năm tân Hợi, cử nhân khoa Ất Dậu (1825). Năm 36 tuổi đỗ Đệ tam giáp đồng Tiến sỹ xuất thân khoa Bính Tuất, niên hiệu Minh Mạng 7 (1826). Sau khi đỗ, được bổ chức Hàn lâm Biên tu, thăng bổ Tuần phủ Định Tường (1833). Do vụ Lê Văn Khôi làm phản, ông bị cách chức, rồi được khởi phục chức Án sát sứ Thái Nguyên (1841), thăng Thái bộc tự khanh (1842) sung Toản tu Sử quán. Đầu đời Tự Đức được thăng Tả tham chi bộ Lễ, sung Kinh diên giảng quan. Năm 70 tuổi xin về hưu, ít lâu sau mất tại quê nhà. Tô Trân có tiếng là thanh liêm, nghiêm cẩn. Khi đến lỵ sở trấn Thái Nguyên, lại thuộc có kẻ tham nhũng, bất chính. Ông mới đến đã nghe nhiều dư luận không hay, nên khi kẻ ấy xin vào yết kiến, ông không cho vào, kẻ ấy phải thác bệnh đi trốn. Trong thời gian ở Thái Nguyên, ông biết xứ này văn học kém phát triển, nên thường tụ tập các học trò bình giảng thơ văn để khích lệ sỹ tử.  Tác phẩm: Minh mệnh chính yếu (biên tập); Sáng tác thơ văn có Nam hành tập và Bắc hành tập.
- Tô Huân 蘇熏 (1826 - 1896) người xã Hoa Cầu, huyện Văn Giang, tỉnh Bắc Ninh (nay là thôn Xuân Cầu, xã Nghĩa Trụ, huyện Văn Giang, Hưng Yên). Cháu Tô Hiền. Sinh năm Bính Tuất, cử nhan khoa Nhâm Tý (1852). Năm 43 tuổi đỗ Phó bảng khoa Mậu Thìn niên hiệu Tự Đức 21 (1868). Phó quản đạo Hà Tĩnh. Vì quân Pháp chiếm thành, ông bị cách chức. Sau được phục chức Đốc học Hải Dương.
- Tô Văn Trực (1750 - 1824), tên thần là Diệu Ứng Mỹ Âm, quê huyện Chân Định, trấn Sơn Nam (Kiến Xương -Thái Bình) Thượng tướng quân Tả Đô đốc Trung quân phủ thời Vua Lê Hiển Tông
- Tô Chấn (1904 - 1936), quê Văn Giang - Hưng Yên, nhà hoạt động cộng sản
- Tô Dĩ (tên khác là Lê Giản) 1911 - 2003, quê Văn Giang - Hưng Yên, nhà hoạt động cộng sản
- Tô Quang Đẩu (1906 - 1990), quê Văn Giang - Hưng Yên, nhà hoạt động cộng sản, nguyên Chủ tịch Ủy ban Hành chính tỉnh Kiến An
- Tô Thiện, nguyên Phó bí thư Thành ủy Hải phòng
- Tô Duy, nguyên Phó Chủ tịch Ủy ban Hành chính Thành phố Hải Phòng
- Tô Ngọc Vân (1906 - 1954), quê Văn Giang - Hưng Yên, họa sĩ đầu thế kỷ 20, tứ kiệt của nền Hội họa Việt Nam (Trí, Vân, Lâm, Cẩn)
- Tô Hiệu (1912 - 1944), quê Văn Giang - Hưng Yên, nhà hoạt động cộng sản
- Tô Ký (1919 - 1999), quê Củ Chi - Sài Gòn, Thiếu tướng Quân đội Nhân dân Việt Nam, Tư lệnh Quân khu 3, Chánh án Tòa án Quân sự Trung ương
- Tô Vĩnh Diện (1924 -1954), quê Thanh Hóa, liệt sĩ Quân đội Nhân dân Việt Nam.
- Tô Tử Hạ (1939 - 2019), cố Thứ trưởng Bộ Nội vụ
- Tô Tử Thanh (1942 - 2019), cố Bí thư Tỉnh ủy Bình Định, Chủ tịch HDND tỉnh Chủ tịch UBND tỉnh.
- Tô Huy Rứa (sinh 1947), quê Quảng Xương - Thanh Hóa, chính khách, nguyên Ủy viên Bộ Chính trị, nguyên Trưởng ban Tổ chức Trung ương
- Tô Lâm (sinh 1957), quê Văn Giang - Hưng Yên, Tổng Bí thư Ban Chấp hành Trung ương Đảng Cộng sản Việt Nam, Đại tướng Công an nhân dân Việt Nam, nguyên Chủ tịch nước Cộng hòa Xã hội chủ nghĩa Việt Nam, nguyên Bộ trưởng Bộ Công an.
- Tô Ân Xô, quê Bắc Ninh, Trung tướng - Nguyên Chánh VP Bộ Công An,
- Tô Văn Lai, nhà sáng lập Trung tâm Thuý Nga
- Tô Ngọc Thủy (Marie Tô, con gái ông Tô Văn Lai), tổng Giám đốc Trung tâm Thúy Nga
- Tô Văn Vũ, cầu thủ bóng đá
- Tô Anh Dũng, Cựu Thứ trưởng Bộ Ngoại giao
- Tô Xuân Vũ, nhà làm phim người Việt ở Úc

## Người Trung Quốc họ Tô nổi tiếng
- Tô Tần, nhà ngoại giao nước Triệu thời Chiến Quốc
- Tô Vũ, nhà ngoại giao thời Hán Vũ Đế                                                                                   * Tô Định, (chữ Hán: 蘇定; bính âm: Sū Dìng) Thái thú Giao Chỉ từ năm 34 đến năm 40.
- Tô Chương, thứ sử Ký Châu thời Đông Hán
- Tô Định Phương, đại tướng thời nhà Đường
- Tô Tuân cùng hai con trai Tô Thức (tự Đông Pha) và Tô Triệt, nhà văn thời Bắc Tống, ba người trong Đường-Tống bát gia
- Tô Tam Nương, tướng của Thái Bình Thiên Quốc
- Tô Bính Văn, tướng thời Trung Hoa Dân Quốc
- Hoa Quốc Phong (giản thể: 华国锋; phồn thể: 華國鋒; bính âm: Huà Guófēng; Wade-Giles: Hua Kuo-feng), tên khai sinh: Tô Chú (giản thể: 苏铸), (16 tháng 2 năm 1921 - 20 tháng 8 năm 2008) là người được chỉ định kế tục Mao Trạch Đông trở thành lãnh tụ tối cao Đảng Cộng sản Trung Quốc và Cộng hòa Nhân dân Trung Hoa
- Tô Trinh Xương, thủ tướng Đài Loan
- Tô Vĩnh Khang, ca sĩ Hồng Kông
- Tô Hữu Bằng, diễn viên Đài Loan

## Người Triều Tiên họ Tô nổi tiếng
- So Ji-sub (Hán Việt: Tô Chí Tiếp), diễn viên điện ảnh nổi tiếng của [[Hàn Quốc]
- So Junghwan (Hán Việt : Tô Trịnh Hoàn),thành viên nhóm nhạc Treasure